# 莫爾多瓦共和國國旗
莫爾多瓦共和國國旗是一面三色旗，自上而下是紅、白、藍三色條紋。旗幟中央有一個紅色花紋。這面啟用於1995年3月30日，長寬比是1:2。